# Mokgomane
Mokgomane est une ville du Botswana.